# Bharati Achrekar
Bharti Achrekar (15 ottobre 1957) è un'attrice indiana.

## Filmografia parziale

### Cinema
- Bhrashtachar, regia di Ramesh Sippy (1989)
- Beta, regia di Indra Kumar (1992)
- Lunchbox (The Lunchbox), regia di Ritesh Batra (2013)

### Televisione
- Sumit Sambhal Lega – serie TV, 55 episodi (2015)
- Wagle Ki Duniya – serie TV, 659 episodi (2021-2024)